# 16 novembre en sport
16 octobre 16 décembre
Chronologies thématiques
- Croisades
- Ferroviaires
- Disney

Le 16 novembre (320e jour de l'année ou 321e en cas d'année bissextile) en sport.

## Événements

### XIXesiècle
- 1883
  - (Golf) : début de l'Open britannique 1883.
- 1886
  - (Baseball) : la Ligue nationale et l'American Association adoptent un nouveau règlement qui prévoit notamment d'abaisser le nombre de fausses balles à 5 pour un but-sur-base, et à quatre strikes pour un retrait sur des prises. La zone de strike est désormais située entre le genou et l'épaule du frappeur tandis que le lanceur n'a droit qu'à un seul pas d'élan.
- 1888
  - (Omnisports) : fondation en Hongrie du club de MTK Budapest FC, la gymnastique et l'escrime sont à l'avant-garde du Club de sport bourgeois nouvellement créé.
- 1889
  - (Football gaélique) : finale du 3e Championnat d'Irlande des clubs de football gaélique, Cork bat Wexford.

### XXesièclede1901à1950
- 1916
  - (Sport automobile) : Coupe Vanderbilt.

### XXesièclede1951à2000
- 1977 :
  - (Football) : qualification de l'équipe de France pour la coupe du monde 1978 en Argentine, après une victoire 3-1 face à la Bulgarie au Parc des Princes.
- 1991 :
  - (Football / Coupe du monde féminine) : début de la première édition de la Coupe du monde féminine organisée en Chine jusqu'au 30 novembre 1991. Le match d'ouverture voit l'équipe de Chine s'imposer 4 à 0 contre la Norvège.

### XXIesiècle
- 2003 :
  - (Rugby à XV) : lors de la Coupe du monde de rugby à XV 2003, l'Angleterre bat la France et l'élimine de la compétition.
- 2006 :
  - (Volley-ball) : lors des Championnats du monde féminin, la Russie remporte le titre mondial en disposant du Brésil par 3 sets à 2 (15-25, 25-23, 25-18, 20-25, 15-13) à Osaka au Japon. La Serbie remporte la médaille de bronze après sa victoire sur l'Italie sur le score de 3 à 0 (25-22, 25-22, 25-21).
- 2014 :
  - (Tennis) : Novak Djokovic est déclaré vainqueur des Masters de tennis masculin à la suite du forfait de Roger Federer, touché au dos. En double les Américains Bob et Mike Bryan l'ont remporté au détriment du Croate Ivan Dodig et du Brésilien Marcelo Melo (2-6, 6-2, 10-7). C’est le 103e titre en carrière pour les jumeaux du circuit.
- 2015 :
  - (Football /Euro) : l'Irlande se qualifie lors des barrages pour l'Euro 2016 qui se déroulera en France.

## Naissances

### XIXesiècle
- 1878 :
  - Maxie Long, athlète de sprint américain. Champion olympique du 400 m aux jeux de Paris 1900. († 4 mars 1959).
- 1881 :
  - Hugo Meisl, footballeur, entraîneur, arbitre puis dirigeant sportif allemand. Sélectionneur de l'équipe d'Autriche de 1912 à 1914 et de 1919 à 1937 médaillée d'argent aux Jeux de Berlin 1936. († 17 février 1937).
- 1883 :
  - Emil Breitkreutz, athlète de demi-fond américain. Champion olympique du 800 m aux jeux de Saint-Louis 1904. († 3 mai 1972).
- 1886 :
  - Jalmari Eskola, athlète de fond finlandais. médaillé d'argent du cross par équipes aux jeux de Stockholm 1912. († 7 janvier 1958).
- 1888 :
  - Émilien Devic, footballeur français. (9 sélections en équipe de France). († 21 août 1944).
- 1892 :
  - Tazio Nuvolari, pilote de courses de moto et d'automobile italien. Vainqueur des 24 Heures du Mans 1933. († 11 août 1953).

### XXesièclede1901à1950
- 1900 :
  - Eliška Junková, pilote de courses automobile tchécoslovaque puis tchèque. († 5 janvier 1994).
- 1902 :
  - Paul Bontemps, athlète de steeple français. Médaillé de bronze du 3 000 m steeple aux Jeux de Paris 1924. († 25 avril 1981).
- 1923 :
  - Rubén Bravo, footballeur puis entraîneur argentin. (3 sélections en équipe nationale). († 24 août 1977).
- 1925 :
  - Gianfranco Dell'Innocenti, footballeur italien. († 20 septembre 2012).
- 1926 :
  - Jean-Claude Arifon, athlète de haies français. († 8 juillet 2005).
- 1928 :
  - Dick Gamble, hockeyeur sur glace canadien. († 22 mars 2018).
- 1946 :
  - Wolfgang Kleff, footballeur allemand. Champion du monde de football 1974. Champion d'Europe de football 1972. Vainqueur de la Coupe UEFA 1975 et 1979. (6 sélections en équipe nationale).
  - Jo Jo White, basketteur américain. Champion olympique aux jeux de Mexico 1968. (9 sélections en équipe nationale).(† 16 janvier 2018).
- 1948 :
  - Jimmy Young, boxeur américain. († 20 février 2005).

### XXesièclede1951à2000
- 1954 :
  - Tommy Archer, pilote de courses automobile américain.
- 1955 :
  - Pierre Larouche, hockeyeur sur glace canadien.
  - Herbert Oberhofer, footballeur autrichien. (6 sélections en équipe nationale). († 27 novembre 2012).
- 1956 :
  - Terry Labonte, pilote de courses NASCAR américain.
- 1961 :
  - Frank Bruno, boxeur britannique. Champion du monde poids lourds de boxe de 1995 à 1996.
- 1962 :
  - Steve Bould, footballeur puis entraîneur anglais. Vainqueur de la Coupe d'Europe des vainqueurs de coupe 1994. (2 sélections en équipe nationale).
  - Martial Gayant, cycliste sur route et de cyclo-cross français.
- 1963 :
  - Antoine Kombouaré, footballeur puis entraîneur français.
  - Zina Garrison, joueuse de tennis américaine. Championne olympique du double et médaillée de bronze du simple aux Jeux de Séoul 1988. Victorieuse des Fed Cup 1986, 1989 et 1990
- 1964 :
  - Dwight Gooden, joueur de baseball américain.
- 1967 :
  - Éric Drouglazet, navigateur français. Vainqueur de la Solitaire du Figaro 2001.
- 1968 :
  - Melvin Stewart, nageur américain. Champion olympique du 200 m papillon et du relais 4 × 100 m quatre nages puis médaillé de bronze du relais 4 × 200 m nage libre aux Jeux de Barcelone 1992. Champion du monde de natation du 200 m papillon 1991.
- 1970 :
  - Markus Beerbaum, cavalier de sauts d'obstacles allemand. Champion d'Europe de sauts d'obstacles par équipes 1997.
  - Olivier Lamarre, arbitre de football français.
- 1971 :
  - Tanja Damaske, athlète de lancers allemande. Championne d'Europe d'athlétisme du javelot 1998.
  - Mustapha Hadji, footballeur franco-marocain. (83 sélections avec l'équipe du Maroc).
  - Alexander Popov, nageur puis dirigeant sportif soviétique puis russe. Champion olympique du 50 et 100 m nage libre, médaillé d'argent du 4 × 100 m nage libre et du 4 × 100 m 4 nages aux Jeux de Barcelone 1992 et aux Jeux d'Atlanta 1996 puis médaillé d'argent du 100 m nage libre aux Jeux de Sydney 2000. Champion du monde de natation du 50 et du 100 m nage libre 1994, champion du monde de natation du 100 m nage libre 1998 puis champion du monde de natation du 50, du 100 m nage libre et du relais 4 × 100 m nage libre 2003. Champion d'Europe de natation du 100 m nage libre et des relais 4 × 100 m nage libre et 4 × 100 m 4 nages 1991, Champion d'Europe de natation du 50 m et 100 m nage libre puis des relais 4 × 100 m nage libre et 4 × 100 m 4 nages 1993, 1995, 1997 et 2000, champion d'Europe de natation du relais 4 × 100 m 4 nages 2002 puis champion d'Europe de natation du 50 m nage libre 2004.
- 1973 :
  - Christian Horner, pilote de courses automobile puis dirigeant sportif britannique.
  - Brendan Laney, joueur de rugby à XV néo-zélandais puis écossais. (20 sélections avec l'Équipe d'Écosse).
- 1974 :
  - Rob Barff, pilote de courses automobile britannique.
  - Paul Scholes, footballeur anglais. Vainqueur de la Ligue des champions 2008. (66 sélections en équipe nationale).
- 1977 :
  - Oksana Baïul, patineuse artistique ukrainienne. Championne olympique dames aux Jeux de Lillehammer 1994. Championne du monde de patinage artistique dames 1993.
  - Stuart Moseley, pilote de courses automobile britannique.
  - Rodrigo Moreno Piazzoli, pilote chilien de rallye-raid.
- 1978 :
  - Christoph Grillhoesl, sauteur à ski allemand.
  - Conny Pohlers, footballeuse allemande. Médaillée de bronze aux Jeux d'Athènes 2004 puis aux Jeux de Pékin 2008. Championne du monde de football 2003. Champion d'Europe de football 2005. Victorieuse de la Coupe de l'UEFA 2005, 2008 puis 2013. (67 sélections en équipe nationale).
- 1980 :
  - Nicole Gius, skieuse alpine italienne.
  - Carol Huynh, lutteuse canadienne. Médaillée de bronze des -48kg aux Jeux de Pékin 2008 et aux Jeux de Londres 2012.
- 1981 :
  - Rafaël Carballo, joueur de rugby à XV et à sept argentin. (8 sélections avec l'équipe nationale de rugby à XV).
- 1982 :
  - Jannie du Plessis, joueur de rugby à XV sud-africain. Champion du monde de rugby à XV 2007. Vainqueur du Tri-nations 2009 et du Challenge européen 2016. (70 sélections en équipe nationale).
  - Ronald Pognon, athlète de sprint français. Champion du monde d'athlétisme du 4 × 100 m 2005. Médaillé de bronze du relais 4 × 100 m aux CE d'athlétisme 2006 et 2012.
  - Amar'e Stoudemire, basketteur américain. Médaillé de bronze aux Jeux d'Athènes 2004. (18 sélections en équipe nationale).
- 1983 :
  - Kari Lehtonen, hockeyeur sur glace finlandais. Médaillé d'argent aux Jeux de Sotchi 2014.
  - Bertrand Robert, footballeur français.
- 1985 :
  - Elson Mendy, basketteur franco-sénégalais.:
  - Verena Sailer, athlète de sprint allemande. Championne d'Europe d'athlétisme du 100 m 2010 et du 4 × 100 m 2012.
- 1986 :
  - Maxime Médard, joueur de rugby à XV français. Finaliste de la Coupe du monde en 2011. Vainqueur de la Coupe d'Europe en 2005, 2010 et 2021. (63 sélections en équipe de France).
- 1988 :
  - Momoko Takahashi, athlète de sprint japonaise. Championne d'Asie d'athlétisme du 200 m et du 4 × 100 m 2009 puis du relais 4 × 100 m 2011.
  - Kalivati Tawake, joueur de rugby à XV fidjien. (13 sélections en équipe nationale).
- 1990 :
  - Tim Schaller, hockeyeur sur glace américain.
- 1991 :
  - Kévin Hoggas, footballeur français.
- 1992 :
  - Johanna Ernst, escaladeuse autrichienne. Championne du monde d'escalade sur difficulté 2009. Championne d'Europe d'escalade sur difficulté 2008.
  - Shane Prince, hockeyeur sur glace américain.
- 1993 :
  - Gerry Blakes, basketteur américain.
  - Haris Duljević, footballeur bosnien. (22 sélections en équipe nationale).
  - Stefan Küng, cycliste sur route et sur piste liechtensteinois-suisse. Champion du monde de cyclisme sur piste de la poursuite individuelle 2015. Champion du monde de cyclisme sur route du contre-la-montre par équipes 2015.
  - Valentin Onfroy, rameur français. Médaillé de bronze du deux de pointe aux Mondiaux d'aviron 2018. Médaillé de bronze du quatre sans barreur aux CE d'aviron 2016, d'argent du deux de pointe en 2017 et 2018.
  - Nélson Semedo, footballeur portugais. (14 sélections en équipe nationale).
- 1994 :
  - Gary Clark Jr., basketteur américain.
  - Hamza Driouch, athlète de demi-fond maroco-qatari.
- 1995 :
  - Cliff Alexander, basketteur américain.
  - Jay Vine, cycliste sur route australien.
  - André Zambo Anguissa, footballeur Camerounais (21 sélections en équipe nationale).
- 1999 :
  - Radosław Majecki, footballeur polonais.
  - Mats Wieffer, footballeur néerlandais.

### XXIesiècle
- 2001 :
  - Mialitiana Clerc, skieuse alpine franco-malgache.
  - Oliver Villadsen, footballeur danois.

## Décès

### XXesièclede1951à2000
- 1955 :
  - Robert Holmes, 88 ans, footballeur anglais. (7 sélections en équipe nationale). (° 23 juin 1867).
- 1961 :
  - Henry Hawtrey, 79 ans, athlète de fond britannique. (° 29 juin 1882).
- 1968 :
  - Carl Bertilsson, 79 ans, gymnaste artistique suédois. Champion olympique du concours par équipes aux Jeux de Londres 1908. (° 18 octobre 1889).
- 1973 :
  - Lorenzo Fernandez, 73 ans, footballeur uruguayen. Champion olympique aux Jeux d'Amsterdam 1928. Champion du monde de football 1930. Vainqueur se la Copa América 1926 et 1935. (31 sélections en équipe nationale). (° 20 mai 1900).
- 1978 :
  - Alain Colas, 35 ans, navigateur français. Vainqueur de la Transat anglaise 1972. Détenteur du Record du tour du monde à la voile de 1973 à 1988 en 169 jours. (° 16 septembre 1943).
- 1997 :
  - José Behra, 73 ans, pilote de rallyes automobile français. (° 11 septembre 1924).

### XXIesiècle
- 2005 :
  - Jean Liénard, 77 ans, joueur de rugby à XIII puis à XV et ensuite entraîneur français. (° 21 septembre 1928).
- 2007 :
  - Don Metz, 91 ans, hockeyeur sur glace canadien. (° 10 janvier 1916).
- 2012 :
  - Maleli Kunavore, 29 ans, joueur de rugby à XV fidjien. (7 sélections en équipe nationale). (° 13 novembre 1983).
  - Bob Scott, 91 ans, joueur de rugby à XV néo-zélandais. (17 sélections en équipe nationale). (° 6 février 1921).
- 2015 :
  - Bert Olmstead, 89 ans, hockeyeur sur glace canadien. (° 4 septembre 1926).